# Giuditta di Polonia
Giuditta di Polonia, citata anche come Judyta Bolesławówna o Judit (1130/1135 – 8 luglio 1171/1175), è stata una nobile polacca, consorte del margravio Ottone I di Brandeburgo.

## Biografia

### I primi anni
Giuditta era la figlia del duca Boleslao III (Bolesław III Krzywousty), avuta dalla sua seconda moglie, Salomea di Berg. Probabilmente prese il nome da sua nonna paterna, Giuditta di Boemia, o dalla sua sorellastra maggiore, la principessa di Murom. Giuditta era uno degli ultimi figli dei suoi genitori; la sua data di nascita rimane sconosciuta. Secondo le cronache medievali polacche, fu mandata in Ungheria come sposa del figlio del re Béla II. Secondo gli Annales Cracovienses Compilati, questo evento avvenne nel 1136; poiché si può presumere che la principessa polacca fosse più giovane del fidanzato, e sono note anche le date di nascita dei figli più piccoli di Boleslao III (Agnese nel 1137 e Casimiro nel 1138), Giuditta di conseguenza potrebbe essere nata tra il 1130 e il 1135.
Il matrimonio non ebbe luogo: nel 1146 il fidanzamento fu rotto con il consenso di entrambe le parti e Giuditta tornò in Polonia. La ragione potrebbe essere stata il matrimonio di Mieszko (fratello di Giuditta) con la principessa ungherese Elisabetta (figlia del re Béla II), che già assicurava l'alleanza polacco-ungherese.

### Nel Brandeburgo
A Kruszwica il 6 gennaio 1148 Giuditta sposò Ottone, primogenito di Alberto l'Orso, il primo margravio di Brandeburgo. Questa unione fu contratta in connessione con gli sforzi della dinastia ascanide per sostenere i figli minori (cioè del secondo matrimonio) di Boleslao III in opposizione al re Corrado III di Germania, che sosteneva invece il granduca Ladislao II (figlio del primo matrimonio) come sovrano della Polonia. Dal matrimonio nacquero due figli, Ottone (che in seguito successe al padre come Margravio di Brandeburgo) nel 1149, e Enrico (che ereditò le contee di Tangermünde e Gardelegen) nel 1150.
Non si sa nulla del ruolo politico che Giuditta svolse in Germania.

### Morte e conseguenze
Come la sua data di nascita, la data di morte di Giuditta rimane sconosciuta. Solo il giorno, l'8 luglio, è noto grazie alla Regesta Historia Brandenburgensis, che registra la morte in "VIII Id Jul" di "Juditha marchionissa gemma Polonorum". Al contrario, l'anno della morte può essere determinato solo attraverso fonti indirette. Nei documenti del 1170 Giuditta è nominata come una persona vivente, ma secondo le cronache del 1177 suo marito Ottone I era già sposato con la sua seconda moglie, Adele d'Olanda. Su questa base, si presume che Giuditta morì tra il 1171 e il 1175. Fu sepolta nella cattedrale di Brandeburgo.
Il figlio maggiore di Giuditta, Ottone II, ereditò il margraviato di Brandeburgo dopo la morte del padre nel 1184. Non si sposò né ebbe figli; poiché suo fratello Enrico morì prima di lui (nel 1192) anche lui senza figli, dopo la morte di Ottone II nel 1205 il Brandeburgo fu ereditato dal fratellastro minore Alberto II, figlio di Ottone I e Adele.

## Ascendenza
|                            |                         |                          | Genitori                   |  |  | Nonni |  |  | Bisnonni              |  |  | Trisnonni               |  |
|                            |                         |                          |                            |  |  |       |  |  | Casimiro I di Polonia |  |  | Miecislao II di Polonia |  |
|                            |                         |                          |                            |  |  |       |  |  | Casimiro I di Polonia |  |  | Miecislao II di Polonia |  |
|                            |                         | Richeza di Lotaringia    |                            |  |  |       |  |  | Casimiro I di Polonia |  |  |                         |  |
| Ladislao Herman di Polonia |                         |                          |                            |  |  |       |  |  | Casimiro I di Polonia |  |  |                         |  |
|                            |                         | Maria Dobroniega di Kiev | Vladimir I di Kiev         |  |  |       |  |  |                       |  |  |                         |  |
|                            |                         | Maria Dobroniega di Kiev | Vladimir I di Kiev         |  |  |       |  |  |                       |  |  |                         |  |
|                            |                         | Maria Dobroniega di Kiev | …                          |  |  |       |  |  |                       |  |  |                         |  |
| Boleslao III di Polonia    |                         | Maria Dobroniega di Kiev |                            |  |  |       |  |  |                       |  |  |                         |  |
|                            |                         | Vratislao II di Boemia   | Bretislao I di Boemia      |  |  |       |  |  |                       |  |  |                         |  |
|                            |                         | Vratislao II di Boemia   | Bretislao I di Boemia      |  |  |       |  |  |                       |  |  |                         |  |
|                            |                         | Vratislao II di Boemia   | Giuditta di Schweinfurt    |  |  |       |  |  |                       |  |  |                         |  |
| Giuditta di Boemia         |                         | Vratislao II di Boemia   |                            |  |  |       |  |  |                       |  |  |                         |  |
|                            |                         | Adelaide d'Ungheria      | Andrea I d'Ungheria        |  |  |       |  |  |                       |  |  |                         |  |
|                            |                         | Adelaide d'Ungheria      | Andrea I d'Ungheria        |  |  |       |  |  |                       |  |  |                         |  |
|                            |                         | Adelaide d'Ungheria      | Anastasia di Kiev          |  |  |       |  |  |                       |  |  |                         |  |
| Giuditta di Polonia        |                         | Adelaide d'Ungheria      |                            |  |  |       |  |  |                       |  |  |                         |  |
|                            | Poppone di Schelklingen | …                        |                            |  |  |       |  |  |                       |  |  |                         |  |
|                            | Poppone di Schelklingen | …                        |                            |  |  |       |  |  |                       |  |  |                         |  |
|                            | Poppone di Schelklingen | …                        |                            |  |  |       |  |  |                       |  |  |                         |  |
| Enrico I di Berg           | Poppone di Schelklingen |                          |                            |  |  |       |  |  |                       |  |  |                         |  |
|                            |                         | Sofia                    | …                          |  |  |       |  |  |                       |  |  |                         |  |
|                            |                         | Sofia                    | …                          |  |  |       |  |  |                       |  |  |                         |  |
|                            |                         | Sofia                    | …                          |  |  |       |  |  |                       |  |  |                         |  |
| Salomea di Berg            |                         | Sofia                    |                            |  |  |       |  |  |                       |  |  |                         |  |
|                            |                         | Diepoldo II di Vohburg   | Diepoldo I di Cham-Vohburg |  |  |       |  |  |                       |  |  |                         |  |
|                            |                         | Diepoldo II di Vohburg   | Diepoldo I di Cham-Vohburg |  |  |       |  |  |                       |  |  |                         |  |
|                            |                         | Diepoldo II di Vohburg   | …                          |  |  |       |  |  |                       |  |  |                         |  |
| Adelaide di Mochental      |                         | Diepoldo II di Vohburg   |                            |  |  |       |  |  |                       |  |  |                         |  |
|                            |                         | Liutgarda di Zähringen   | Bertoldo I di Zähringen    |  |  |       |  |  |                       |  |  |                         |  |
|                            |                         | Liutgarda di Zähringen   | Bertoldo I di Zähringen    |  |  |       |  |  |                       |  |  |                         |  |
|                            |                         | Liutgarda di Zähringen   | Richwara ?                 |  |  |       |  |  |                       |  |  |                         |  |
|                            |                         | Liutgarda di Zähringen   |                            |  |  |       |  |  |                       |  |  |                         |  |